# Frederick Becton
Frederick Julian Becton (ur. 15 maja 1908 w Des Arc, zm. 24 lub 25 grudnia 1995 w Wynnewood w stanie Pensylwania) – kontradmirał United States Navy, dowódca niszczyciela USS „Laffey” podczas zmasowanego ataku kamikaze w trakcie II wojny światowej.

## Wczesne życie
Urodził się w Des Arc w stanie Arkansas. Jego rodzicami byli John E. i Rubby z d. Brown Bectonowie. Uczęszczał do Hot Springs High School.

## Służba w marynarce

### Przed wojną
Ukończył United States Naval Academy w 1931 i otrzymał stopień chorążego 4 czerwca tego samego roku. Dokładnie trzy lata później otrzymał awans na młodszego porucznika, a 1 lipca 1939 na porucznika. Służył na pancernikach USS „Texas” i USS „Arkansas”, następnie na niszczycielach USS „Preston”, i USS „Breckinridge”, na kanonierce USS „Guam”, i ponownie na niszczycielach USS „Pope” i USS „Gleaves”.

### II wojna światowa
Kiedy Stany Zjednoczone przystąpiły do II wojny światowej, służył jako pierwszy oficer na niszczycielu USS „Aaron Ward”. Został awansowany na komandora podporucznika 15 czerwca 1942. 7 kwietnia 1943, jako dowódca USS „Aaron Ward”, eskortował trzy LCT na wyspę Savo. Kiedy podpływali do portu w Tulagi, otrzymał rozkaz pomocy LST-449 niedaleko Togoma Point na Guadalcanalu. Podczas eskortowania LST-449, USS „Aaron Ward” został zaatakowany przez trzy bombowce Aichi D3A, a potem przez trzy kolejne bombowce. Niszczyciel został poważnie uszkodzony i zatonął tego samego dnia wieczorem. Zginęło 20. marynarzy, 59. odniosło rany, a 7. uznano za zaginionych.
Becton otrzymał swoją pierwszą Srebrną Gwiazdę za swoją służbę podczas operacji nocnych na Wyspach Salomona w lipcu i sierpniu 1943.
1 listopada otrzymał rangę komandora porucznika. Dowodził niszczycielem USS „Laffey” podczas inwazji w Normandii 6 czerwca 1944. Jego okręt został trafiony 8-calowym pociskiem, który jednak nie wybuchł. 12 czerwca niszczyciel rozbił atak niemieckich kutrów torpedowych, a 25 czerwca ostrzelał Cherbourg. Becton otrzymał drugą Srebrną Gwiazdę za swoją służbę w czerwcu. Następnie został przeniesiony z powrotem na Pacyfik. Trzecią Srebrną Gwiazdę otrzymał za pomoc w lądowaniu w Zatoce Omroc 77 Dywizji Piechoty na Filipinach 7 grudnia 1944. Czwartą otrzymał za wejście do zatoki Lingayen podczas pierwszych walk o Luzon w styczniu 1945.
16 kwietnia USS „Laffey” został zaatakowany przez 22. lub 30kamikaze oraz bombowiec. Podczas trwającej 79 minut walki niszczyciel został trafiony przez pięciu, sześciu lub dziesięciu kamikaze oraz dwie bomby. Becton jednak odmówił opuszczenia oktętu, za co został odznaczony Krzyżem Marynarki. Statek musiał zostać odholowany do Seattle.

### Po wojnie
1 stycznia 1951 został awansowany do rangi komandora. Kontradmirałem został 1 grudnia 1959.
W 1966 przeszedł na emeryturę i przeprowadził się z żoną, Elżbietą, do Wynnewood w Pensylwanii. Napisał książkę o USS „Laffey”, zatytułowaną The Ship That Would Not Die (Statek, który nie zginie), która została opublikowana przez Prentice Hall w 1980.

## Śmierć
Zmarł w 1995 w wieku 87. lat w swoim domu w Wynnewood. Został pochowany na Cmentarzu Narodowym w Arlington.